# Heaven 17
Heaven 17 – brytyjskie trio synthpopowe, założone w Sheffield w 1980 roku.

## Historia
Zespół powstał, kiedy Ian Craig Marsh i Martyn Ware opuścili grupę The Human League i nawiązali współpracę z Glennem Gregorym. Ich pierwszym singlem została piosenka "(We Don't Need This) Fascist Groove Thang" (1981). Ze względu na swoje słowa, nawiązujące do poglądów lewicowych, została odrzucona przez DJ-a BBC Radio 1, Mike'a Reada, popierającego brytyjską Partię Konserwatywną. W rezultacie, nie weszła do Top 40 tamtejszej listy przebojów, podobnie jak pozostałe single z ich debiutanckiej płyty, Penthouse and Pavement, wydanej jesienią 1981. Sam album okazał się jednak sukcesem, docierając do miejsca 14. UK Albums Chart. W 1982 roku wydany został nowy singel, "Let Me Go". Podobnie jak poprzednie, nie stał się przebojem w Wielkiej Brytanii, lecz trafił na amerykańską listę Billboard Hot 100, będąc jedynym singlem Heaven 17, któremu udało się wejść na to zestawienie.
Kariera zespołu nabrała tempa w 1983 roku, kiedy to nagranie "Temptation" spotkało się z dużym sukcesem (#2 w Wielkiej Brytanii, #3 w Irlandii). Singel ten do tej pory pozostaje największym sukcesem Heaven 17 na liście UK Singles Chart i najbardziej znanym przebojem. W konsekwencji, drugi longplay, zatytułowany The Luxury Gap, dotarł do 4. miejsca w Wielkiej Brytanii i został najlepiej sprzedającą się płytą w dyskografii zespołu. W tym samym roku wydane zostały kolejne przebojowe single: "Come Live with Me" oraz "Crushed by the Wheels of Industry". Trzeci album ukazał się w 1984 roku i nosił tytuł How Men Are. Pochodziły z niego single "Sunset Now" i "This Is Mine", które osiągnęły średni sukces na brytyjskiej liście przebojów. W tym samym roku zespół wziął udział w projekcie Band Aid.
W 1986 roku ukazał się album z remiksami pt. Endless oraz premierowy krążek Pleasure One. Oba wydawnictwa nie spotkały się z sukcesem komercyjnym, podobnie jak kolejna płyta, wydana w 1988 roku Teddy Bear, Duke & Psycho. Single je promujące okazały się klęskami na listach przebojów, a grupa postanowiła zrobić kilkuletnią przerwę. Na początku lat 90. ukazały się single z remiksami starych przebojów Heaven 17 i kompilacja Higher and Higher - The Best of Heaven 17. Następna płyta z premierowym studyjnym materiałem ujrzała światło dzienne dopiero w 1996 roku. Nosiła tytuł Bigger Than America, a promowały ją piosenki "Designing Heaven" i "We Blame Love".
Zesół powrócił w 2005 roku albumem Before After, zawierającym muzykę dance. Rok później grupę opuścił Ian Craig Marsh. W roku 2008 pojawiła się płyta Naked as Advertised, na której znalazły się nowe wersje ich starych hitów, w tym "Temptation", oraz kilka coverów piosenek z repertuaru The Human League.

## Skład zespołu
- Glenn Gregory – wokal
- Martyn Ware – instrumenty klawiszowe
- Ian Craig Marsh – instrumenty klawiszowe

## Dyskografia
- 1981: Penthouse and Pavement
- 1983: The Luxury Gap
- 1984: How Men Are
- 1986: Pleasure One
- 1988: Teddy Bear, Duke & Psycho
- 1993: Higher and Higher[8]
- 1996: Bigger Than America
- 2005: Before After
- 2008: Naked as Advertised